# Johann Jakob Kaup

Pentagrama de Kaup representando a estrutura da família dos corvos.

Johann Jakob von Kaup (Darmstadt, 10 de abril de 1803 — Darmstadt, 4 de Julho de 1873) foi um naturalista alemão. Um proponente da filosofia natural, ele acreditava em uma ordem matemática inata na natureza e tentou classificações biológicas com base no sistema quinariano. Kaup também é conhecido por ter cunhado táxons pré-históricos populares como Pterosauria e Machairodus.

## Biografia
Ele nasceu em Darmstadt. Depois de estudar em Göttingen e Heidelberg, passou dois anos em Leiden, onde sua atenção foi especialmente dedicada aos anfíbios e peixes. Ele então retornou a Darmstadt como assistente no grande museu ducal, do qual em 1840 ele se tornou inspetor. Em 1829, ele publicou Skizze zur Entwickelungsgeschichte der europäischen Thierwelt, no qual considerava o mundo animal desenvolvido das formas inferiores às superiores, desde os anfíbios, passando pelos pássaros, até os animais predadores; mas posteriormente repudiou este trabalho como uma indiscrição juvenil, e na publicação de Darwin a Origem das Espéciesele se declarou contra suas doutrinas. Os extensos depósitos de fósseis na vizinhança de Darmstadt deram a ele amplas oportunidades para investigações paleontológicas, e ele ganhou reputação considerável por seu Beiträge zur näheren Kenntniss der urweltlichen Säugethiere (1855-1862). Ele também escreveu Classification der Säugethiere und Vögel (1844) e, com Heinrich Georg Bronn, Die Gavial-artigen Reste aus dem Lias (1842-1844).
Ele morreu em Darmstadt.

## Fóssil de mastodonte
Um incidente particularmente importante na história da paleontologia envolve Kaup. Em 1854, ele comprou o mastodonte americano encontrado em 1799 no Condado de Orange, Nova York. Este é o mastodonte imortalizado na pintura de Charles Willson Peale da escavação de 1801 (pintura executada entre 1806 e 1808). Este mastodonte esteve em exibição por muitos anos no Museu de Peale e atualmente está em exibição no Hessisches Landesmuseum Darmstadt, Alemanha. Este mastodonte é o primeiro exemplo completo encontrado nos Estados Unidos e pode ser apenas o segundo animal fóssil já montado para exibição.

## Trabalhos
- Skizzirte Entwickelungs-Geschichte und natürliches System der europäischen Thierwelt (1829) Oline
- Chirotherium Barthii von Hildburghausen. Novo anuário de mineralogia, geognosia, geologia e petrefacts, ano 1835, Stuttgart 1835, pp. 327-328
- Die Gavial-artigen Reste aus dem Lias (1842–1844) junto com Heinrich Georg Bronn
- Classification der Säugethiere und Vögel (1844)
- Beiträge zur näheren Kenntniss der urweltlichen Säugethiere (1855–1862)